# Wustita
La wustita o wüstita es un mineral de la clase de los minerales óxidos de composición FeO. Fue descubierto en 1924 cerca de Stuttgart (Alemania), siendo nombrado así en honor de Ewald Wüst (1875-1934), geólogo y paleontólogo alemán.
Otros sinónimos para denominar a este mineral son wuestita, iozita o iosiderita.

## Propiedades
La wustita es un mineral opaco, de color negro o gris, y brillo metálico. Con luz reflejada su color es gris.
De dureza entre 5 y 5,5 en la escala de Mohs, tiene una densidad de 5,75 g/cm³.
En caliente, se disuelve lentamente tanto en ácido clorhídrico como en ácido nítrico.
Cristaliza en el sistema cúbico, clase hexaoctaédrica. Químicamente es un óxido simple de hierro, muy similar a los del grupo de la periclasa al que pertenece. Su contenido en hierro es cercano al 78 %, pudiendo contener como impurezas silicio, manganeso y cromo.

## Morfología y formación
Su hábito es de costras rellenando el espacio entre granos, reemplazando a otros minerales; también puede tener hábito masivo, como componente de microesférulas huecas y conteniendo trozos de hierro o magnetita.
Se forma como un producto de la alteración de otros minerales del hierro a altas temperaturas en un ambiente altamente reductor, así como en basaltos con hierro en ambiente reductor. También se ha encontrado como inclusiones en diamantes de rocas kimberlitas, en precipitados de salmueras del fondo marino y en nódulos de manganeso-hierro.
Asimismo, se ha hallado en el interior de algunos meteoritos, así como en microesférulas de origen posiblemente extraterrestre encontradas en gran variedad de ambientes geológicos.
Suele encontrarse asociado a otros minerales como hierro nativo, hematita, magnetita, goethita, akaganeíta, lepidocrocita, ilmenita, maghemita, troilita, pirrotita o pirita.

## Yacimientos
La wustita se encuentra principalmente en meteoritos y en escorias antropogénicas.
Su localidad tipo es una tubería de brecha volcánica situada en Scharnhausen (Stuttgart, Alemania).
Otros depósitos están en la isla Disko (Groenlandia), Bukowno (voivodato de Pequeña Polonia), Răzoare (Maramures, Rumanía), Frýdlant (región de Liberec, República Checa) y carbonatita de Montaña Blanca-Milocho (Fuerteventura, España).
Asimismo, está presente en varios meteoritos, como el de Treysa (caído en 1916 sobre Alemania), el de Piancaldoli (caído sobre Italia en 1968), el de Sijoté-Alín (caído sobre Siberia en 1947) y el de Juromenha (caído en 1968 en la población homónima, distrito de Évora, Portugal).